# 保克什

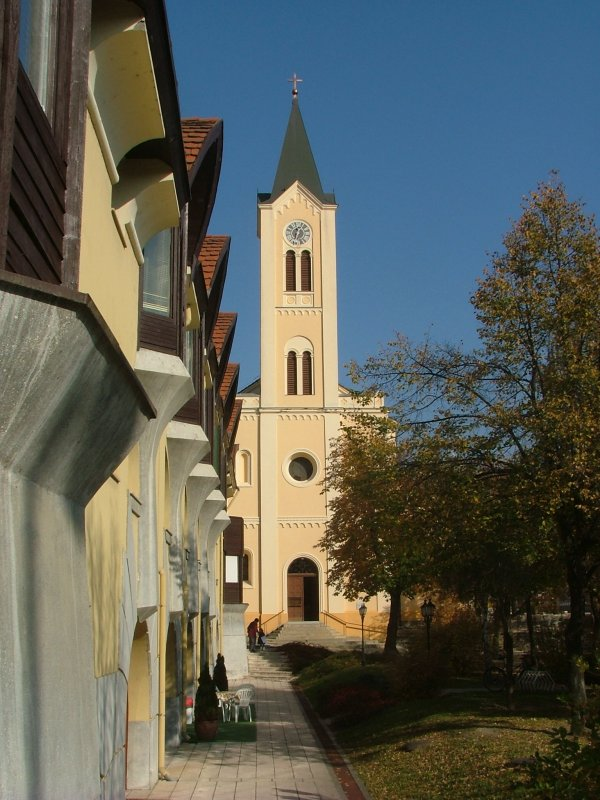

保克什（Paks）是匈牙利的城鎮，位於該國中部多瑙河畔，由托爾瑙州負責管轄，面積154.08平方公里，鎮上的核電廠供應全國約四成電力，2011年人口19,625，其中約一半居民信奉天主教。

## 友好城市
- 斯洛伐克加蘭塔
- 波蘭古賓
- 羅馬尼亞特尔古-塞奎斯
- 德国劳达-柯尼希斯霍芬
- 德国赖谢茨霍芬
- 乌克兰維什科沃